# Horo (indumento)

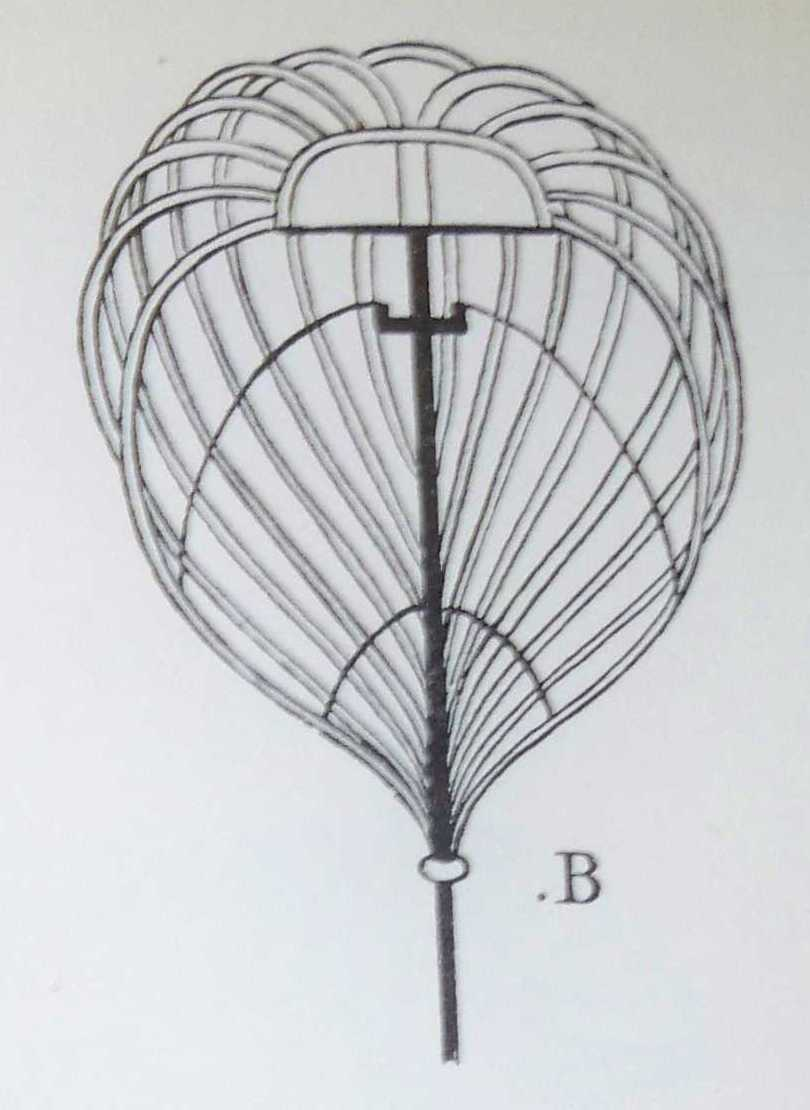
Oikago, la struttura di uno horo.

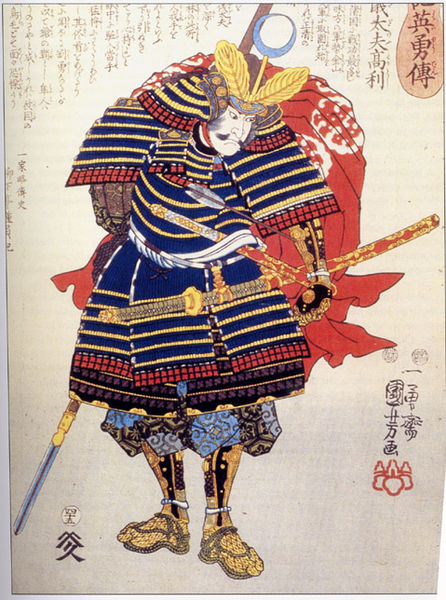
Un samurai indossa uno horo, l'indumento usato come difesa dalle frecce.

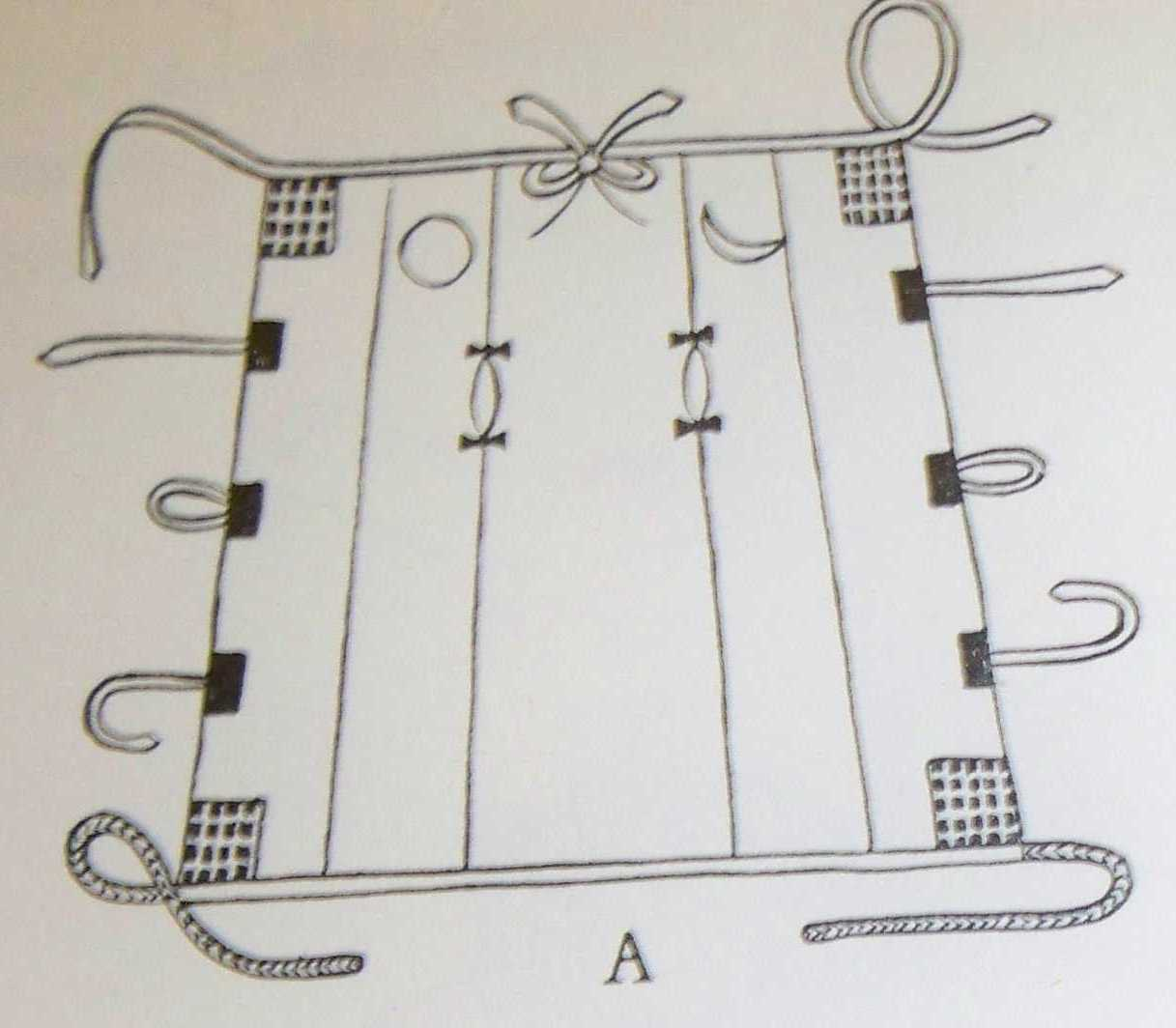
Uno horo aperto ed appiattito.

Lo horo (母衣?) era un tipo di mantello utilizzato dai samurai durante l'epoca feudale del Giappone. Veniva fissato alla parte posteriore dell'armatura e utilizzato sui campi di battaglia come sistema di difesa o come segno di riconoscimento.

## Descrizione
Uno horo era lungo circa 1,8 metri e costituito da diverse strisce di stoffa cucite insieme con una frangia sui bordi superiore e inferiore. Le strisce di tessuto cucite insieme formano una specie di borsa, che doveva essere riempita d'aria come un palloncino mentre il samurai stava cavalcando.
Una struttura di vimini, bambù o osso di balena conosciuta come oikago, simile alla crinolina, che si dice sia stata inventata da Hatakeyama Masanaga durante la Guerra Ōnin (1467-1477), era talvolta usata per mantenere lo horo aperto.
Il montaggio dello horo generalmente implicava una combinazione di corde di fissaggio e l'aiuto di altre persone. Le corde superiori erano fissate al kabuto (l'elmo) o al dō (l'armatura pettorale) del samurai mentre le corde inferiori erano attaccate alla vita.
Lo stemma di famiglia (mon) di chi lo indossava era segnato sullo horo.

## Uso
Lo horo era già usato tempo prima, nel periodo Kamakura (1185–1333).
Quando l’horo era gonfio, si diceva che proteggesse l'indossatore dalle frecce sulla schiena e sui fianchi.
Secondo la ricostruzione dell'esperto di armi Mike Loades, uno horo di seta gonfio d'aria poteva proteggere la schiena di un samurai a cavallo dal 70% circa delle frecce dirette contro di lui; uno horo, inoltre, poteva confondere l'arciere nemico coi suoi movimenti, aumentando così le probabilità di errore.
Indossando uno horo si diceva che l'indossatore fosse marchiato come un messaggero (tsukai-ban) o una persona importante.
Secondo lo Hosokawa Yūsai Oboegaki, diario di Hosokawa Yūsai (1534–1610) catturare il capo di un'élite di messaggeri tsukai-ban era considerato un trofeo.